# Persone di nome Luka/Calciatori
| Questa pagina contiene informazioni ricavate automaticamente dalle voci biografiche con l'ausilio del template Bio e di un bot. L'aggiornamento è periodico e automatico e ricostruisce completamente la pagina. Se manca una persona in questa lista, sei pregato di non aggiungerla, ma accertati piuttosto che la sua voce biografica contenga il template Bio e che i dati anagrafici siano correttamente compilati. Se il template Bio manca, inseriscilo tu stesso o, in alternativa, metti l'avviso {{tmp\|Bio}} che ne segnala la mancanza. Se i dati riportati sono sbagliati, correggi direttamente la voce biografica; le modifiche saranno visibili in questa lista entro pochi giorni. Per chiarimenti vedi il progetto antroponimi. La lista contiene solo le 63 persone che sono citate nell'enciclopedia e per le quali è stato implementato correttamente il template Bio. Pagina aggiornata al 22 lug 2025. |

Questa è una lista di persone presenti nell'enciclopedia che hanno il nome Luka e sono calciatori.

## A(1)
- Luka Adžić, calciatore serbo (Belgrado, n. 1998)

## B(4)
- Luka Begonja, calciatore croato (Zara, n. 1992)
- Luka Bijelović, calciatore serbo (Subotica, n. 2001)
- Luka Bobičanec, calciatore croato (Čakovec, n. 1993)
- Luka Bogdan, calciatore croato (Spalato, n. 1996)

## C(4)
- Luka Capan, calciatore croato (Zagabria, n. 1995)
- Luka Chalwell, calciatore anglo-verginiano (n. 2004)
- Luka Cucin, calciatore serbo (Belgrado, n. 1998)
- Luka Cvetićanin, calciatore serbo (Belgrado, n. 2003)

## G(2)
- Luka Grubišić, calciatore croato (Spalato, n. 1997)
- Luka Guček, calciatore sloveno (Brežice, n. 1999)

## H(1)
- Luka Hujber, calciatore croato (Nova Gradiška, n. 1999)

## I(2)
- Luka Ilić, calciatore serbo (Niš, n. 1999)
- Luka Ivanušec, calciatore croato (Varaždin, n. 1998)

## J(3)
- Luka Jelenić, calciatore croato (Zagabria, n. 2000)
- Luka Jović, calciatore serbo (Bijeljina, n. 1997)
- Luka Juričić, calciatore bosniaco (Neustadt an der Aisch, n. 1996)

## K(4)
- Luka Kapulica, calciatore croato (Spalato, n. 2005)
- Luka Kerin, calciatore sloveno (Brežice, n. 1999)
- Luka Krajnc, calciatore sloveno (Ptuj, n. 1994)
- Luka Kulenović, calciatore bosniaco (Toronto, n. 1999)

## L(5)
- Luka Lipošinović, calciatore jugoslavo (Subotica, n. 1933 - † 1992)
- Luka Lochoshvili, calciatore georgiano (Tbilisi, n. 1998)
- Luka Luković, calciatore serbo (Belgrado, n. 1996)
- Luka Lungu, calciatore zambiano (Chilanga, n. 1986)
- Luka Lučić, calciatore croato (Spalato, n. 1995)

## M(11)
- Luka Majcen, calciatore sloveno (n. 1989)
- Luka Marin, calciatore croato (Osijek, n. 1998)
- Luka Marić, calciatore croato (Pola, n. 1987)
- Luka Menalo, calciatore bosniaco (Spalato, n. 1996)
- Luka Merdović, ex calciatore montenegrino (Titograd, n. 1989)
- Luka Mijoković, ex calciatore croato (Vinkovci, n. 1994)
- Luka Milivojević, calciatore serbo (Kragujevac, n. 1991)
- Luka Milunović, calciatore serbo (Belgrado, n. 1992)
- Luka Mirković, calciatore montenegrino (Cettigne, n. 1990)
- Luka Modrić, calciatore croato (Zara, n. 1985)
- Luka Muženjak, calciatore croato (Vinkovci, n. 1993)

## P(4)
- Luka Pasariček, calciatore croato (Zagabria, n. 1998)
- Luka Pejović, ex calciatore montenegrino (Podgorica, n. 1985)
- Luka Perić, calciatore croato (Zagabria, n. 1987)
- Luka Prelevic, calciatore neozelandese (n. 1995)

## R(4)
- Luka Radivojević, calciatore serbo (Valjevo, n. 1999)
- Luka Ratković, calciatore serbo (Kraljevo, n. 1997)
- Luka Romero, calciatore argentino (Victoria de Durango, n. 2004)
- Luka Rotković, ex calciatore montenegrino (Podgorica, n. 1988)

## S(4)
- Luka Stankovski, calciatore macedone (Skopje, n. 2002)
- Luka Stojanović, calciatore serbo (Belgrado, n. 1994)
- Luka Stojković, calciatore croato (Zagabria, n. 2003)
- Luka Sučić, calciatore croato (Linz, n. 2002)

## T(4)
- Luka Tankulić, calciatore tedesco (Ahlen, n. 1991)
- Luka Tiodorović, ex calciatore montenegrino (Podgorica, n. 1986)
- Lukas Túdor, ex calciatore cileno (Santiago del Cile, n. 1969)
- Luka Tunjić, calciatore bosniaco (Amburgo, n. 2005)

## V(3)
- Luka Vrbančić, calciatore croato (Zagabria, n. 2005)
- Luka Vučko, ex calciatore croato (Spalato, n. 1984)
- Luka Vušković, calciatore croato (Spalato, n. 2007)

## Z(2)
- Luka Zahovič, calciatore sloveno (Guimarães, n. 1995)
- Luka Zarandia, calciatore georgiano (Tbilisi, n. 1996)

## Đ(1)
- Luka Đorđević, calciatore montenegrino (Budua, n. 1994)

## Š(3)
- Luka Šušnjara, calciatore sloveno (Domžale, n. 1997)
- Luka Šimunović, calciatore croato (Livno, n. 1997)
- Luka Škaričić, calciatore croato (Spalato, n. 2002)

## Ž(1)
- Luka Žinko, ex calciatore sloveno (Lubiana, n. 1983)